# Обична вија
Обична вија (лат. Medicago lupulina) представља једногодишњу или вишегодишњу зељасту биљку из породице лептирњача или још познатих као махунарке (лат. Fabaceae). Има мноштво народних имена тако да је још је позната и под називима хмељаста дуњица, хмељаста детелина, црна вија, гуњица итд.

## Опште карактеристике
Стабло је разгранато и може бити усправно или полегло, такође може достићи висину од 60 cm.
Корен се налази одмах близу површине и по типу је вретенаст.
Листови сложени, наизменично распоређени и чине их 3 лиске, које су на наличју длакаве. Објајастог су облика и по ободу назубљени. Доњи листови имају лисну дршку дугу 3-8 cm, док су оне од горњих листова нешто краће (2-3cm). Јављају се и лисни залисци који су јајастог до јајасто-ланцетастог облика, зашиљени и могу по ободу могу бити цели или назубљени. 
Цветови су зигоморфни, ситни, сакупљени у гроздасту цваст од по 10-50 цветова са осовином дугачком 3,5 cm. Имају двојан перијант, што значи да се састоји од чашице и крунице. Чашица или calyx је дугачка 1-1,5 mm, длакава и има троугласто-ланцетасте зупце, док је круница или corolla нешто дужа 2,5-3 mm и жуте боје. Скуп прашника цвета назива се andreceum и код обичне вије се састоји од 10 прашника. Док се gineceum, скуп оплодних листића, састоји из само једног, тј. по типу је монокарпан. Ова биљка обично цвета у мају до септембра месеца.
Плод је бубрежаста, гола или слабо длакава махуна црне боје која садржи једно семе. Величине је 2-3 mm.

## Екологија биљке
Medicago lupulina расте на алувијалним и глиновитим земљиштима, као и на кречњачким, иловачким, вулканским и базалтним подлогама. Налази се у отвореним шумама, пашњацима и ливадама, такође се може наћи и поред путева,у градским пределима на степским стаништима, травњацима, сувим речним коритима, обалама јарака и река. 
Температурни опсег који подноси је између 5,7 и 22,5 °C, док је опсег киселости земљшта између 4,5 до 8,2. pH. Што се тиче падавина, подноси годишњу количину падавина између 310 и 1710 mm.
Може се наћи на надморској висини од 1600-2060 m.

## Распорстрањеност
Аутохтоно се може наћи у следећим земљама/пределима: Авганистан, Албанија, Алжир, Аустрија, Азори, Балеари, Балтичке државе, Бангладеш, Белорусија, Белгија, Бугарска, Канарска острва, Централноевропска Русија, Кина, Кипар, Чешка, Данска, Источна европска Русија, Источни Хималаји, Египат, Еритреја, Етиопија, Финска, Француска, Немачка, Велика Британија, Грчка, Мађарска, Индија, Иран, Ирак, Ирска, Италија, Крити, Крим, Либан, Сирија , Либија, Мадеира, Мароко, Непал, Холандија, Северни Кавказ, Северноевропска Русија, Северозападна Европа, Норвешка, Пакистан, Палестина, Пољска, Португал, Румунија, Сарденија , Саудијска Арабија, Сицилија, Синај, Сомалија Шпанија , Шведска, Швајцарска, Тибет, Закавказ, Тунис, Турска, Украјина, Западни Хималаји, Јемен, земље бивше Југославије.

## Употреба
Добра је медоносна биљка, приноси меда могу бити и до 20 kg по кошници. Такође семенке, иако ситне, су јестиве и могу се пржити или млети у брашно. 

## Законска заштита
Према Европској регионалној процени као и ЕУ регионалној процени спада у категорију: eng. Least Concern (најмања забринутост). Обична вија је веома честа врста и чини се да нема већих претњи, процењује се да су популације стабилне, стога има оцену најмање забринутости.